# Tanvi Ganesh Lonkar
Tanvi Ganesh Lonkar (Hindi तन्वी गणेश लोनकर, Marathi: तन्वी गणेश लोणकर; * 5. März 1995) ist eine indische Schauspielerin, die 2008 durch ihre Rolle der Jugendlichen Latika im Film Slumdog Millionaire bekannt wurde.

## Leben
Lonkar wurde in Mumbai als älteste Tochter von Ganesh und Sharmila Lonkar geboren. Ihre Mutter, Sharmila, arbeitet als technische Angestellte in einem Krankenhaus, während ihr Vater, Ganesh, bei einer Bank arbeitet. Tanvi Ganesh Lonkar hat eine jüngere Schwester.
Lonkar lebt heute in Milledgeville im US-Bundesstaat Georgia, wo sie die Georgia College & State University besucht.

## Auszeichnungen
Als Besetzungsmitglied des Films Slumdog Millionaire wurde Lonkar mit dem 15th Screen Actors Guild Award für herausragende Leistungen einer Filmbesetzung (Original: Outstanding Performance by a Cast in a Motion Picture) ausgezeichnet.

## Filmografie
- 2008: Slumdog Millionär
- 2014: The Lastbenchers
- 2016: Vidayutham